# Salpeterfahrt

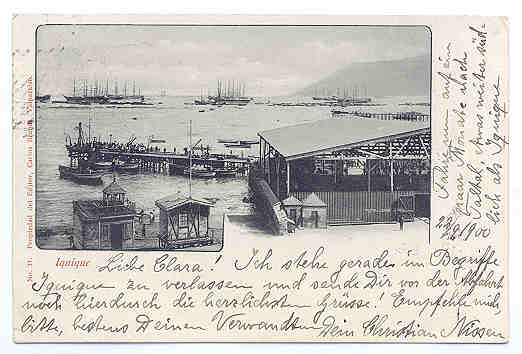
Reede vor Iquique (vor 1900)

Salpeterfahrt bezeichnet den Transport von Salpeter (Chilesalpeter) auf dem Seeweg und wird vor allem für die Segelschifffahrten zwischen Europa und Chile vom 19. bis ins erste Drittel des 20. Jahrhunderts verwendet. Salpeter war in dieser Zeit ein wertvoller Rohstoff für die Herstellung von Dünger und Sprengstoff.

## Hintergrund
Deutschlands entstehende Agrarindustrie wurde zum wichtigsten Abnehmer von Chilesalpeter in Europa. Davon profitierte vor allem der Hamburger Hafen, innerhalb von 40 Jahren steigerte sich die Einfuhr von Salpeter um das knapp 40fache auf 509.800 Tonnen im Jahr 1905.
Die Bedeutung der Salpeterfahrt ging Anfang des 20. Jahrhunderts mit Beginn der industriellen Produktion von Ammoniak nach dem Haber-Bosch-Verfahren zurück. Ammoniak dient auch als Ausgangsstoff für Düngemittel und Salpeter.

## Abbau und Gewinnung von Salpeter

### Beginn und Entwicklung der Salpetergewinnung
1810 hatte der industrielle Abbau von Salpeter in der Atacamawüste (auf dem Territorium von Peru und Bolivien) begonnen. In den folgenden Jahren führte Peru mit einem Anteil von 50 % die Ausbeutung des Salpeters in der Region an, gefolgt von Investoren aus Chile, England und Deutschland. Weiterhin waren einige italienische, spanische, bolivianische und französische Unternehmen an der Salpetergewinnung beteiligt.

Ehemalige Gebiete Perus und Boliviens, die als Folge des Salpeterkrieges an Chile fielen.

1840 betrug die Salpeterproduktion noch 73.000 Tonnen, 1874 waren es 500.000 Tonnen. Mit der Eröffnung der Eisenbahnlinie in der Region La Noria im Jahr 1879 nahm die Salpeterproduktion weiterhin zu und betrug 1880 1 Mio. Tonnen.
Das gegenüber britischen Investoren hoch verschuldete Peru versuchte 1875 aus seiner Schuldenfalle herauszukommen, indem es private Investoren, insbesondere britische, enteignete. Dies führte 1879 zum Salpeterkrieg, in dem es um die Vorherrschaft der Ausbeutung der Salpetervorkommen in Peru und Bolivien ging, Chile besaß auf seinem Territorium zu diesem Zeitpunkt noch keines dieser Vorkommen. Nach dem früheren US-Außenminister James G. Blaine: „Es ist ein englischer Krieg gegen Peru mit Chile als Instrument.“ 1884 wurde der Krieg mit dem Vertrag von Valparaíso beendet, wonach Chile die Küstenregion um Antofagasta erhielt, was Bolivien neben dem Verlust einer Provinz auch den Zugang zum Pazifik kostete.
Nach dem Krieg dominierte England bis 1890 mit etwa 60 % die Nitratindustrie. In den folgenden Jahren verschoben sich die Anteile zu Gunsten der chilenischen und deutschen Investitionen. Die Exporte von Chilesalpeter im Jahr 1912 verteilten sich wie folgt: Deutschland 37,9 %, USA 23,6 %, England 5,7 % und auf weitere europäische Länder 31,6 %. Der Anteil der Gewinne aus der Salpeterindustrie am gesamten chilenischen Nationaleinkommen lag in den Jahren von 1893 bis 1917 (bis auf das Jahr 1896) bei über 50 %, in den Jahren 1894 und 1898 bei knapp 68 %. Als die Deutschen während des Ersten Weltkrieges vom Salpeter-Seetransport aus Chile abgeschnitten waren, dominierten die USA und England den chilenischen Salpetermarkt.
Bis Anfang des 20. Jahrhunderts wurden über einhundert Salpeterminen überwiegend von englischen und deutschen Unternehmen gegründet. Die Oficinas, wie der gesamte Ort des Salpeterabbaus genannt wurde, bestanden neben dem Werk aus Wohnsiedlungen; Pulperias, Einkaufsläden, die von der Firmenleitung betrieben wurden, Bäckereien; Metzgereien, Krankenhäuser, Schulen, Sportstätten und Theatern. Der Lohn der Arbeiterinnen und Arbeiter in den Oficinas lag leicht über dem Lohnniveau der Bauern und anderen Tagelöhnern in Chile. Er wurde ihnen jedoch nur in Geldmarken ausgezahlt, die nur in den Geschäften der Oficinas eingelöst werden konnten, wo die Waren teurer waren als in Läden in den benachbarten Städten.

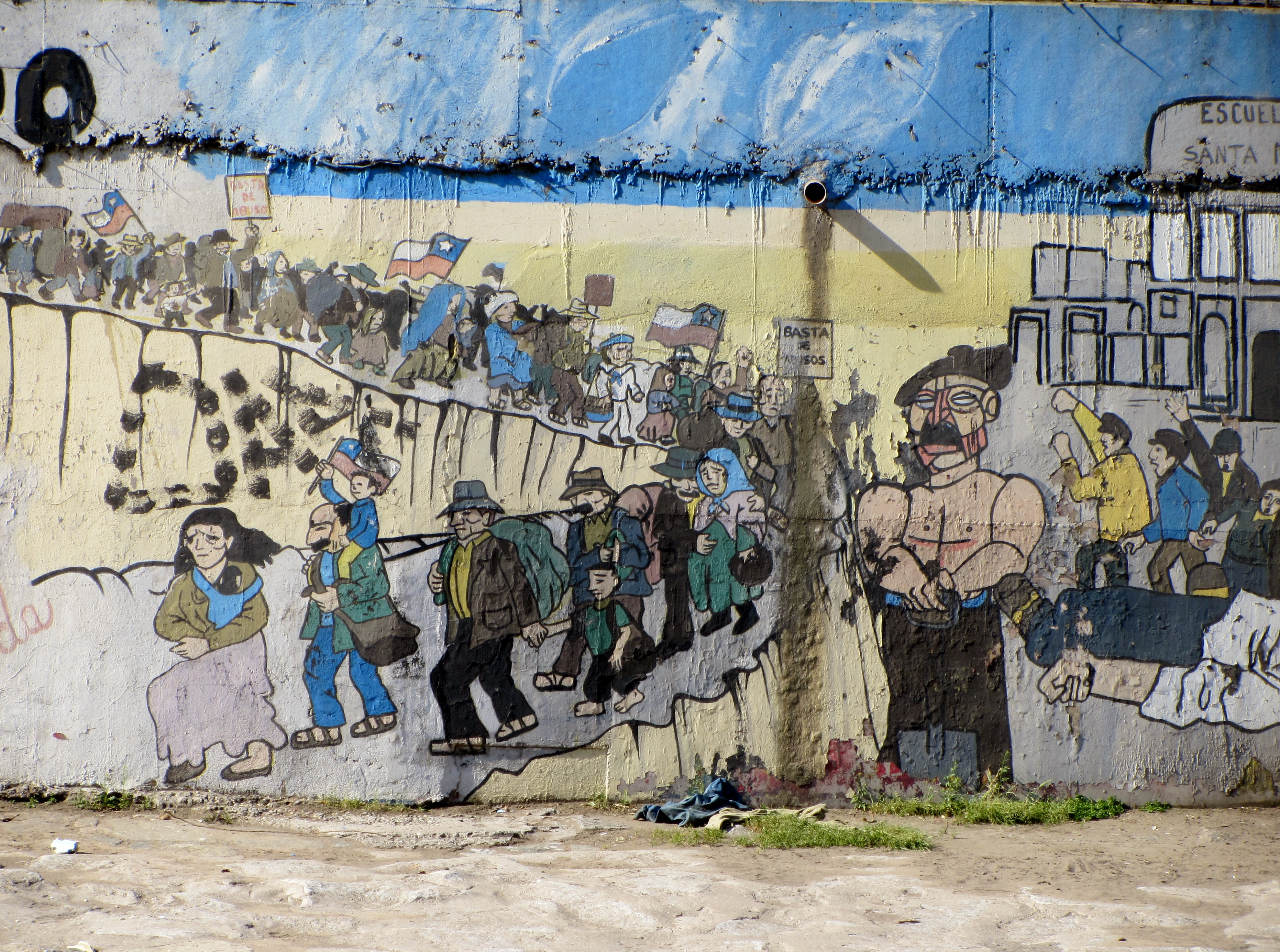
Graffiti, es zeigt marschierende Salpeterarbeiter im Streik; rechts die Schule Santa María de Iquique, in der am 21. Dezember 1907 das Massaker stattfand.

Die Arbeitsbedingungen für die rund 70.000 überwiegend indigenen Wanderarbeiter waren katastrophal. Die Knochenarbeit, das Einatmen des giftigen Salpeterstaubs bei Sprengungen und die extremen Temperaturschwankungen in der Wüste schlugen sich auf die Gesundheit nieder. Kinderarbeit ab dem achten Lebensjahr war üblich. Gegen die schlechten Arbeitsbedingungen wehrten sich die Arbeiter in den Jahren 1901 bis 1907 immer wieder erfolglos. 1907 kam es zu einem Aufstand von Salpeterarbeitern. Sie wurden nach Iquique einbestellt und wollten dort ihren Forderungen nach Gehaltserhöhung, menschenwürdiger Behandlung und Gewährung einer Mittagspause Nachdruck verleihen. In der Schule Santa Maria wurden sie von Heerestruppen und Marineeinheiten niedergemetzelt (Massaker von Iquique). Die etwa 3.600 Toten wurden verscharrt oder ins Meer geworfen.
Erst 1920 wurden die Arbeitsbedingungen der Arbeiter durch die Einführung des Achtstunden-Arbeitstages und das Verbot der Kinderarbeit verbessert. 1924 verpflichtete der chilenische Staat die Minenbesitzer, den Lohn der Arbeiter in der offiziellen Landeswährung auszuzahlen.

### Deutsche Unternehmen bei der Salpetergewinnung
Zu den deutschen Unternehmen zählten auch die Hamburger Firmen Fölsch & Martin, Sloman und Gildemeister, die um die Jahrhundertwende ein Viertel des gesamten Salpeteraufkommens produzierten. Hamburg wurde zum wichtigsten Umschlagplatz dieses Rohstoffes, der sich im Jahr 1905 auf 509.800 Tonnen Salpeter belief.
Johann Gildemeister (1823–1898), der 1848 nach Südamerika ausgewandert war, war einer der ersten Deutschen, der in das Salpetergeschäft eingestiegen war. Mit seiner Firma in Iquique zum Salpeterhandel stieg er in wenigen Jahren zu einem bedeutenden Hersteller und Exporteur von Salpeter auf.

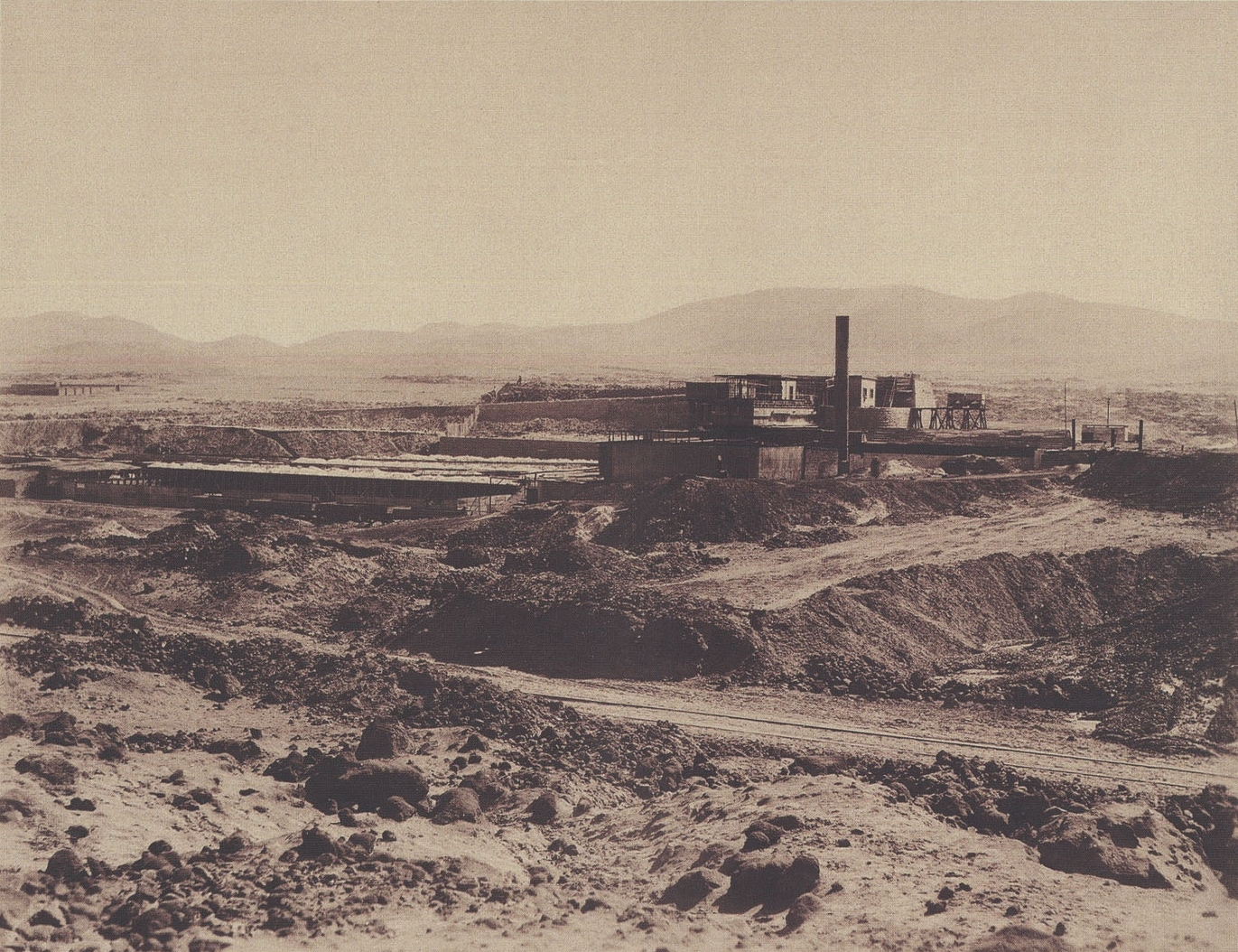
Oficina Paposo, etwa 2 km nordwestlich von der Werkssiedlung La Noria gelegen.

Hermann Conrad Fölsch (1845–1920), der 1866 im Alter von 21 Jahren aus Hamburg nach Chile ausgewandert war, gründete mit seinem Freund Frederico Martin die Firma Fölsch & Martin, mit dem Hauptsitz in Taltal. 1872 eröffneten sie in der Atacama-Wüste bei Iquique das Werk Oficina Paposo, nahe der Wohnsiedlung La Noria, wo sich bereits zahlreiche Salpeterwerke befanden. Bis 1881 expandierte das Unternehmen mit sieben weiteren Werken, zu denen die Oficinas Chile und Alemania gehörten, welche zu den größten Nitratanlagen in Chile zählten. Über 3000 Menschen waren für das Unternehmen in den Werken tätig. Für die Verschiffung des erzeugten Salpeters gründeten sie die Reederei H. Fölsch & Co., deren Flotte zwölf Segelschiffe umfasste. Zu den Frachtseglern gehörten die „Glücksstadt“ und das stählerne Vollschiff „Wellgunde“, deren Kapitän Lorenzen war.
Henry Brarens Sloman (1848–1931) kam 1869 nach Abschluss seiner Schlosserlehre nach Chile und trat in das Unternehmen seines Schwagers Fölsch ein und stieg dort zum Geschäftsführer auf. 1892 machte sich Sloman mit seinem ersten Werk, der Oficina Bueana Esperanza im Hinterland der Hafenstadt Tocopilla selbständig. Mit vier weiteren Oficinas, Salitrera Grutas, Rica Aventura, Prosperidat Grutas und Empresa baute er sein Imperium aus, mit dem er zu Reichtum kam.

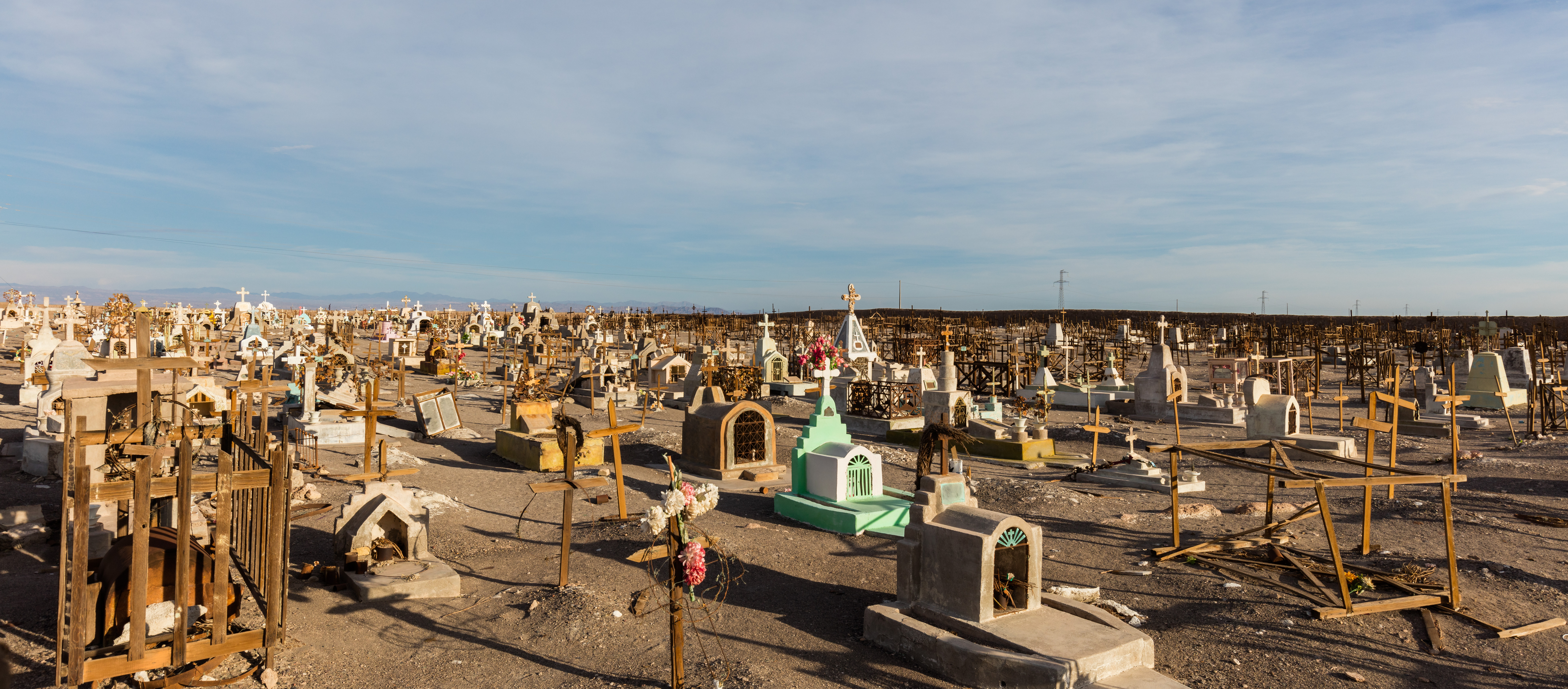
Friedhof bei der Oficina Rica Aventura

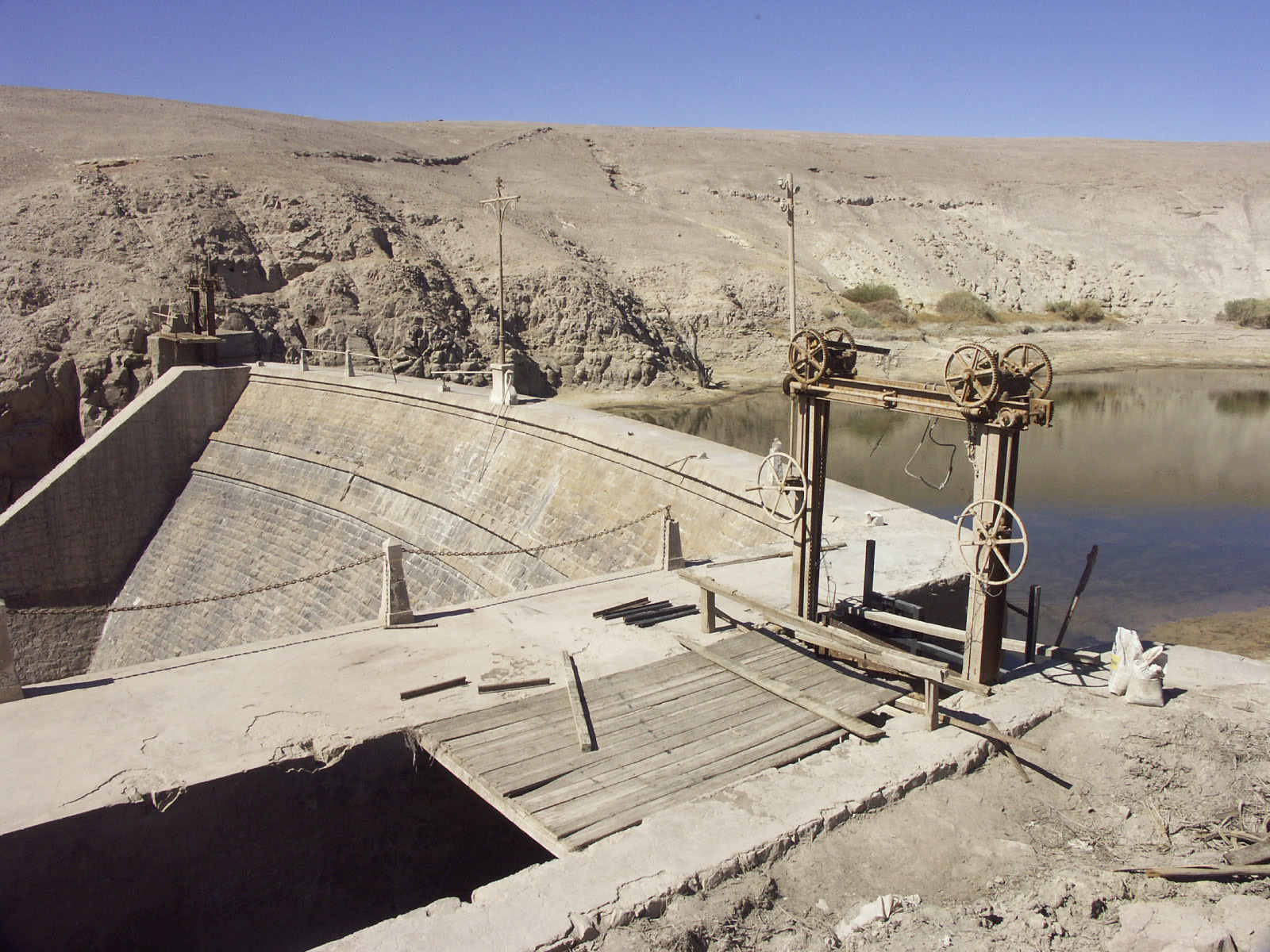
Sloman-Staudamm am Río Loa

In den fünf Sloman-Werken waren ca. 6.000 Arbeiter tätig sowie 140 bis 150 Angestellte, die zu etwa drei Vierteln aus Deutschen bestanden. Mit den Familien der Beschäftigten lebten insgesamt ca. 10.000 Personen am Ort der Werke, für deren Versorgung eine eigene Infrastruktur aus Unterkünften, Lebensmittel-, Trinkwasser- und Stromversorgung, Geschäften, Waschanstalten, Ärzten, Apotheken, Krankenstationen, Kirche und Friedhof erforderlich war.
Für die Versorgung der Werke mit dem notwendigen Wasser und Strom errichtete das Unternehmen zwischen 1904 und 1911 einen 35 Meter hohen und 100 Meter breiten Staudamm, der einen etwa 2 km langen Stausee im Salzwasser-Fluss Río Loa bildete, 16 km südlich der Oasensiedlung Quillagua. Drei Voith-Heidenheim-Turbinen, die an 35-kWh-Generatoren von Siemens Schuckert gekuppelt waren und fünf Dieselgeneratoren erzeugten für die Werke und Siedlungen Strom. 1965 wurde der Betrieb des Kraftwerkes eingestellt. 1980 wurde der Sloman-Damm und 1991 das Kraftwerk zum historischen Denkmal in Chile erklärt.
1898 ging Sloman nach Hamburg zurück und galt als einer der reichsten Hamburger. 1922 bis 1924 ließ er vom Architekten Fritz Höger ein riesiges Kontorhaus, das Chilehaus bauen, dessen Name an seine 32-jährige Tätigkeit in Chile erinnern soll.
Die deutschen Unternehmer brauchten in Chile keine Einkommensteuern zu zahlen. Hamburg erließ 1900 ein besonderes Gesetz, das vermögende Rückwanderer von der Einkommensteuer befreite. In Hamburger Kaufmannskreisen wurde es auch als „Lex Sloman“ bezeichnet.

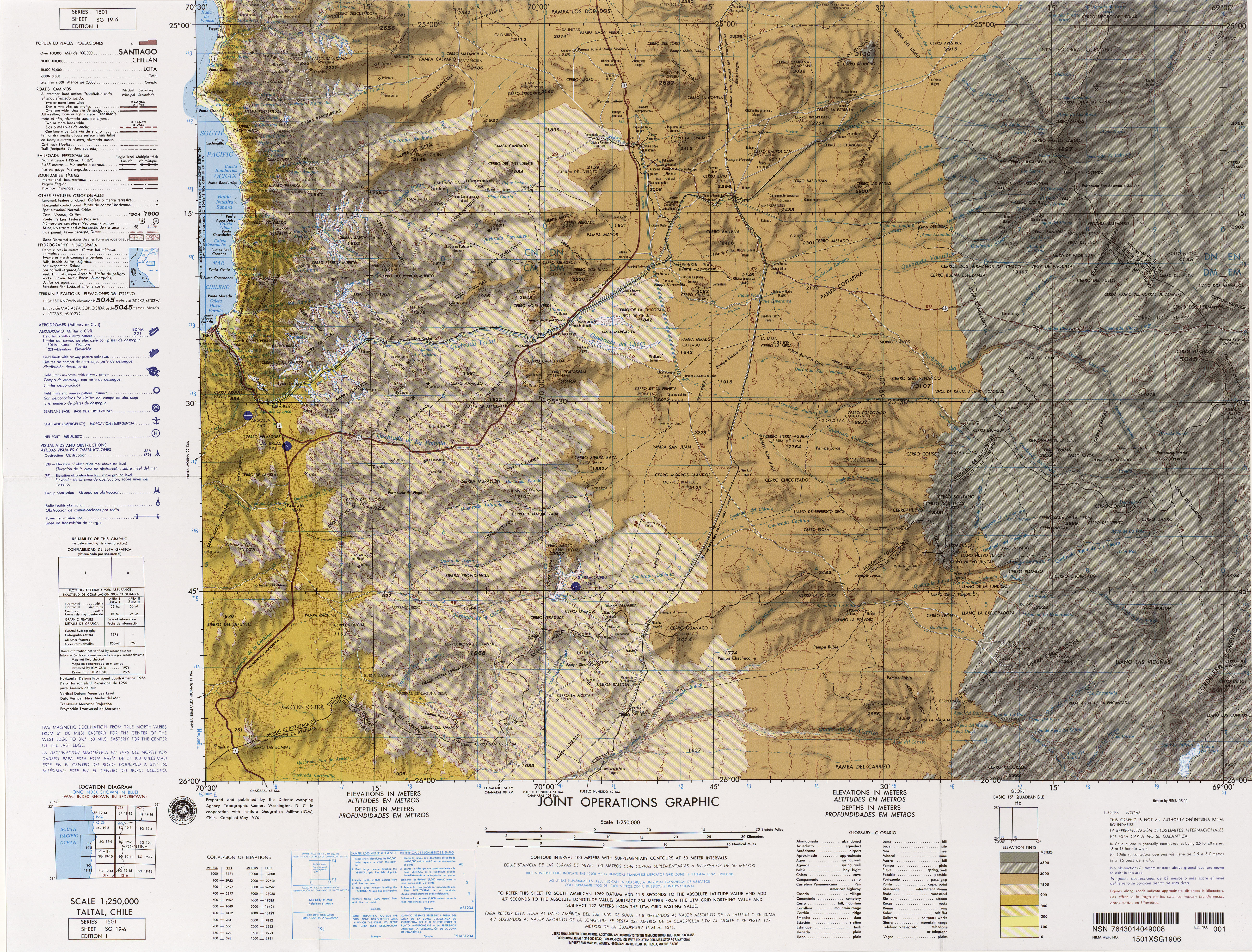
Karte: Taltal, tierra adentro; Oficinas Alemania und Chile (im blauen Raster: 722/721 und 42/40)
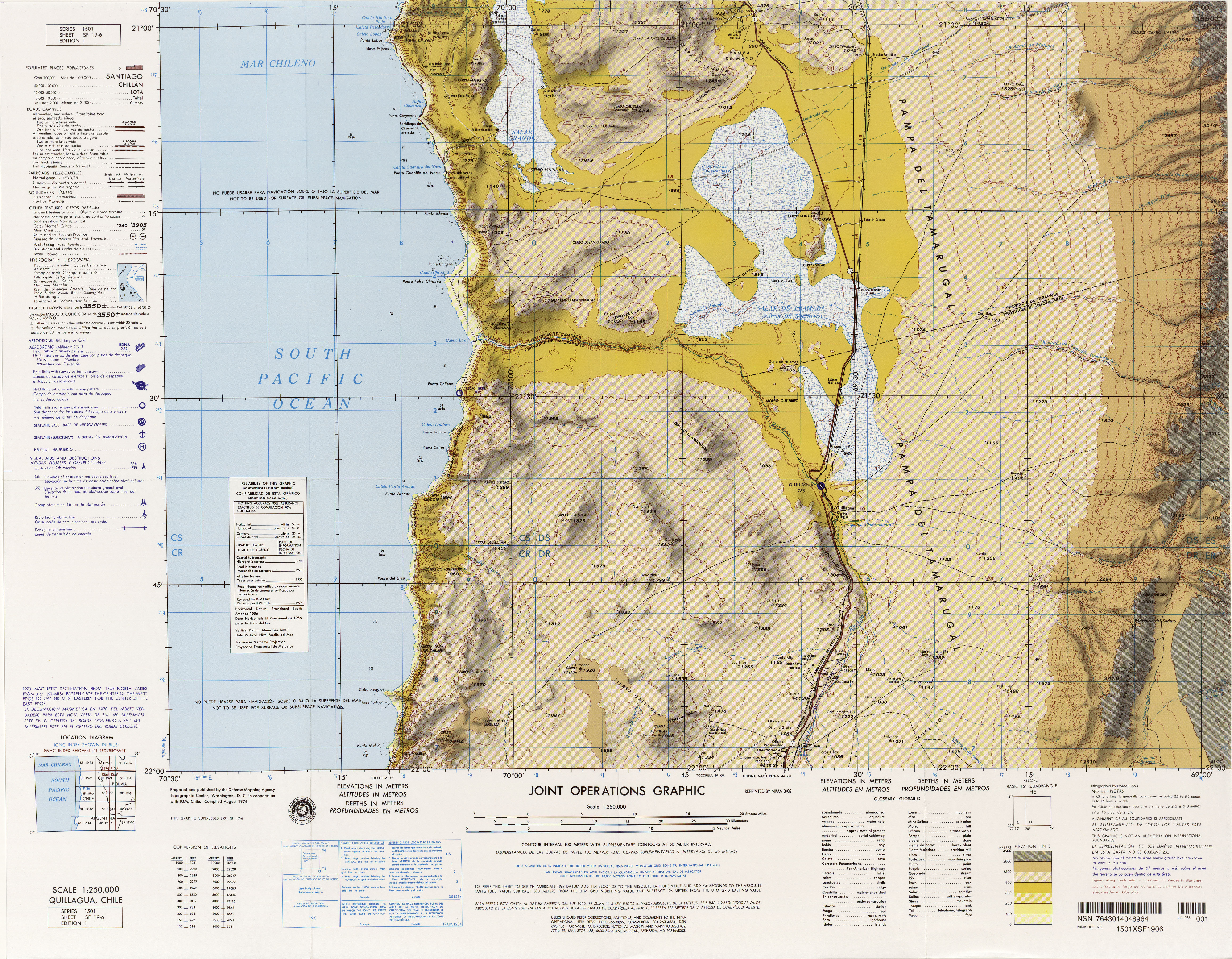
Karte: Quillagua, Pampa del Tamarugal; Oficinas Gruta, Prosperidad und Rica Aventura am Rio Loa (im blauen Raster: 758/757 und 44/43)
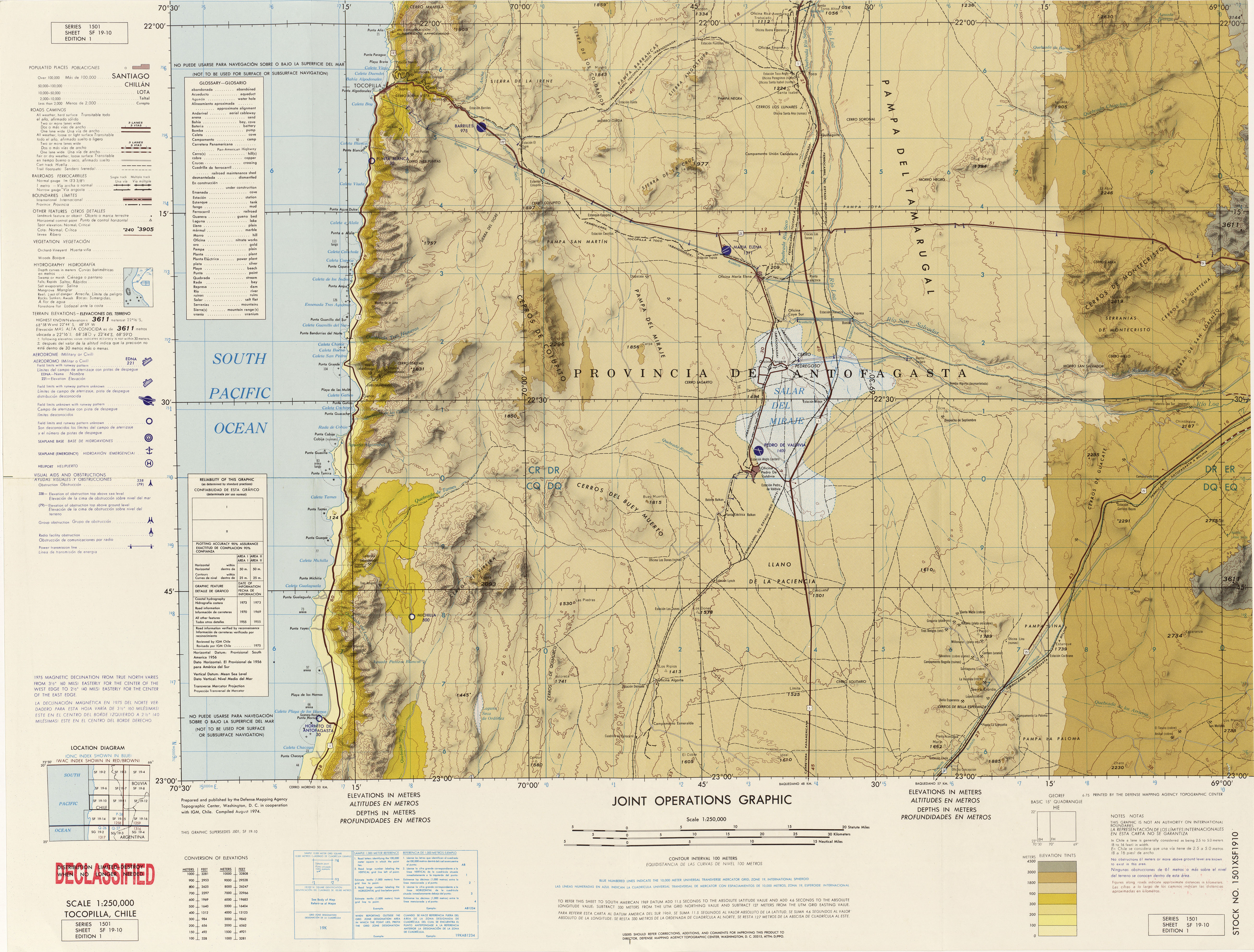
Karte: Taltal, tierra adentro; Oficinas Rica Aventura, Bueana Esperanza und Empresa am Rio Loa (im blauen Raster: 757/756 und 44/43)

## Der Seetransport

### Umrundung Kap Hoorns

Chile - Küstenstädte

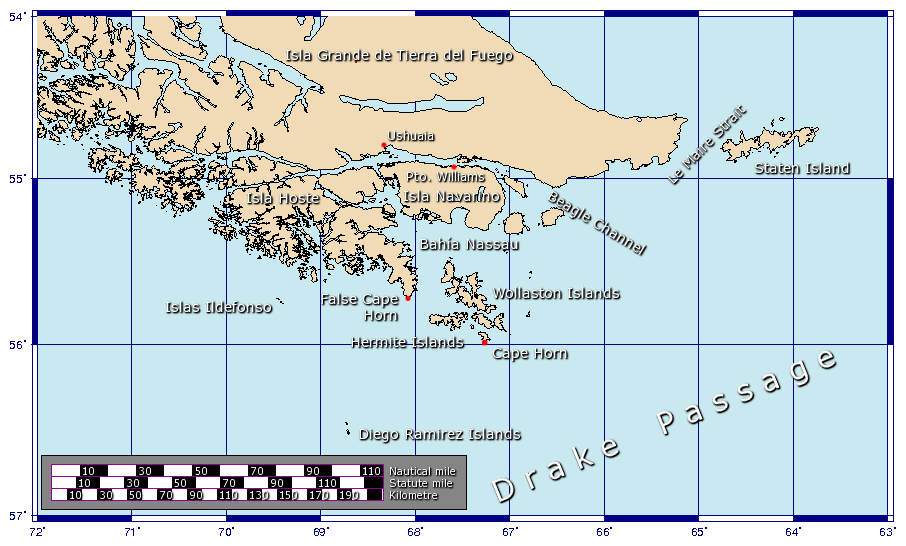
Kap Hoorn, Le-Maire-Straße und Drake Passage

Der südamerikanische Salpeter war vor allem für den Export bestimmt. Um von Europa aus die chilenischen Häfen zu erreichen, mussten die Schiffe Kap Hoorn von Ost nach West gegen die vorherrschenden Westwinde umrunden. Der Kurs führte durch die Roaring Forties (dt.: Brüllende Vierziger, Region zwischen dem 40. und dem 50. Breitengrad) sowie die Furious Fifties (dt. Rasende Fünfziger, Region zwischen dem 50. und dem 60. Breitengrad) auf der Südhalbkugel, die ihre Namen von den häufigen Weststürmen in diesen Breiten tragen (vergl. Herausforderung Kap Hoorn). Der Begriff „Salpeterfahrt“ ist daher auch mit der Härte und Gefährlichkeit dieser Fahrten verbunden. Der Seedienst war hart, Prügelstrafen üblich. In chilenischen Häfen desertierten viele Matrosen, so dass Häfen und angrenzende Salpeterwüsten mit ihnen überlaufen waren. Von einem 90-Prozent-Anteil deutscher Seeleute berichtete der Reiseschriftsteller Kurt Faber.
Sturm und Eisberge waren eine ständige Bedrohung der Segler. Nach Beobachtungen von Bord der Preußen im Jahr 1904 bauten sich am Kap Hoorn 6 Meter hohe Wellen bei Windstärken 8 bis 9 auf. Im Südsommermonat Dezember 1892 bildete sich um Kap Hoorn aus tausenden von Eisbergen ein so dichtes Packeis, dass ein Durchkommen der Schiffe unmöglich war. In dieser Jahreszeit waren am Kap deutlich mehr Eisberge anzutreffen als in den drei Südwintermonaten zusammen. Bei schlechter Sicht kündigen sich Eisberge durch die schnell abfallenden Temperaturen der Luft und des Wassers an.
Kap Hoorn war immer ein Prüfstein der Segelschifffahrt. In den Jahren 1859, 1885, 1895 sowie 1905 bis 1907 waren die Wetterbedingungen auf dieser Route besonders extrem. In den Wintermonaten Mai bis Juli im Jahr 1905 traten 130 Segler aus Richtung Europa die Reise um Kap Hoorn an, davon 62 englische, 34 französische, 27 deutsche, 4 italienische, 2 norwegische Schiffe, 1 russisches und 1 dänisches Schiff. 22 Schiffe brachen ihre Kap-Hoorn-Umrundung ab und liefen einen Nothafen an. Vier Segler havarierten.
Das deutsche Vollschiff Susanna der Hamburger Reederei G. J. H. Siemers & Co stellte unter Kapitän Christian Simon Jürgens einen einsamen Negativrekord mit 99 Tagen Kap-Hoorn-Umrundung auf. Von der 25-köpfigen Besatzung waren zum Schluss der Reise nur mehr 8 Mann arbeitsfähig, die anderen Matrosen fielen durch Brüche, Erfrierungen, Skorbut und Typhus aus. 
Die Ursache dieser traurigen Bilanz der gescheiterten Kap-Hoorn-Umsegelungen im Winter 1905 waren die Weststürme, die die westwärts segelnden Schiffe bei der Umrundung des Kaps stark behinderten. Den heimreisenden Seglern kam die Wetterlage dagegen sehr zustatten, die Deutsche Seewarte errechnete für diese Schiffe acht Tage als durchschnittlichen Zeitraum für die Kap-Hoorn-Umsegelung. Das Streckenmaß, in dem die Reisezeiten der Schiffe um Kap Hoorn miteinander verglichen wurden, reichte vom 50. Grad südlicher Breite im Atlantik bis zum 50. Grad südlicher Breite im Pazifik (auch als Kap-Hoorn-Rundung bezeichnet).
Die Erfahrungen, die mit dem zunehmenden Seeverkehr um Kap Hoorn gewonnen wurden, wurden in Segelanweisungen zusammengetragen und in Empfehlungen für den Seeweg umgesetzt. Die hierzu erstellten "Leitsätze für die Umsegelung von Kap Horn" enthalten 10 detaillierte Segel- und Kursanweisungen.
Der empfohlene und praktizierte Seeweg im südlichen Atlantik führte entlang der Ostküste Argentiniens und westlich an den Falkland-Inseln vorbei. An der südlichsten Spitze Feuerlands ging es durch die Le-Maire-Straße (spanisch Estrecho de le Maire), die an der engsten Stelle 30,6 km breit ist. Kap Hoorn, der südlichste Punkt der Route, sollte je nach Großwetterlage und Windverhältnissen weiträumig umfahren werden. Im Pazifik führte die Route dann nordwärts entlang der chilenischen Küste, auf der häufig gegen einen starken Nordwind aufgekreuzt werden musste.
Die Kenntnis der großräumigen Wetterlage um Kap Hoorn war für die Bestimmung des Kurses der Segler eine wichtige Voraussetzung, um die Strecke sicher und in möglichst kurzer Zeit zu durchsegeln. Darin zeichneten sich insbesondere die erfahrenen Kapitäne aus.
Die schnellen Flying P-Liner der Reederei F. Laeisz zeichneten sich durch kurze Kap Hoorn-Rundungen aus: Die hölzerne Bark Parnass unter Kapitän Johannes Früdden benötigte im April 1884 bei einer großräumigen Tiefdrucklage 6 Tage und 20 Stunden. Für die eiserne Bark Parsifal unter Kapitän Robert Hilgendorf dauerte die Rundfahrt im August desselben Jahres bei einer ausgeprägten Hochdrucklage 7 Tage. Die Fünfmastsegler Potosi und Preussen absolvierten in den Jahren 1901 bis 1907 diesen Streckenabschnitt im Mittel in 11,6 bzw. 11,1 Tagen. Die durchschnittliche Reisezeit der Segler rund um Kap Hoorn und über alle Monate des Jahres gemittelt betrug 19,4 Tage.

### Chiles Salpeterhäfen
Wenn die aus Europa kommenden Schiffe Stückgut nach Valparaíso mit sich führten, wurde dort eine Zwischenstation eingelegt. Ansonsten fuhren sie unter Ballast direkt bis zu den Hafenstädten Iquique oder Antofagasta, wo der Ballast gelöscht und Salpeter übernommen wurde. Iquique war Hauptanlaufpunkt für den Überseetransport von Salpeter, vorwiegend nach England, Deutschland und Frankreich. Die Bucht vor der Stadt war regelmäßig von einer größeren Anzahl von Großseglern besetzt, am 13. Oktober 1895 warteten 28 Salpetersegler auf ihre Ladung.
Von Nord nach Süd waren die Häfen
 
– Arica, Pisagua, Caleta Buena, Iquique, Guanillos im Gebiet, das 1883 von Peru an Chile gekommen war

– Tocopilla, Mejillones, Antofagasta im Gebiet, das 1884 von Bolivien an Chile gekommen war

– Paposo, Taltal, Huasco, Coquimbo, Valparaiso, Talcahuano, Valdivia und Puerto Montt im südlichen Chile

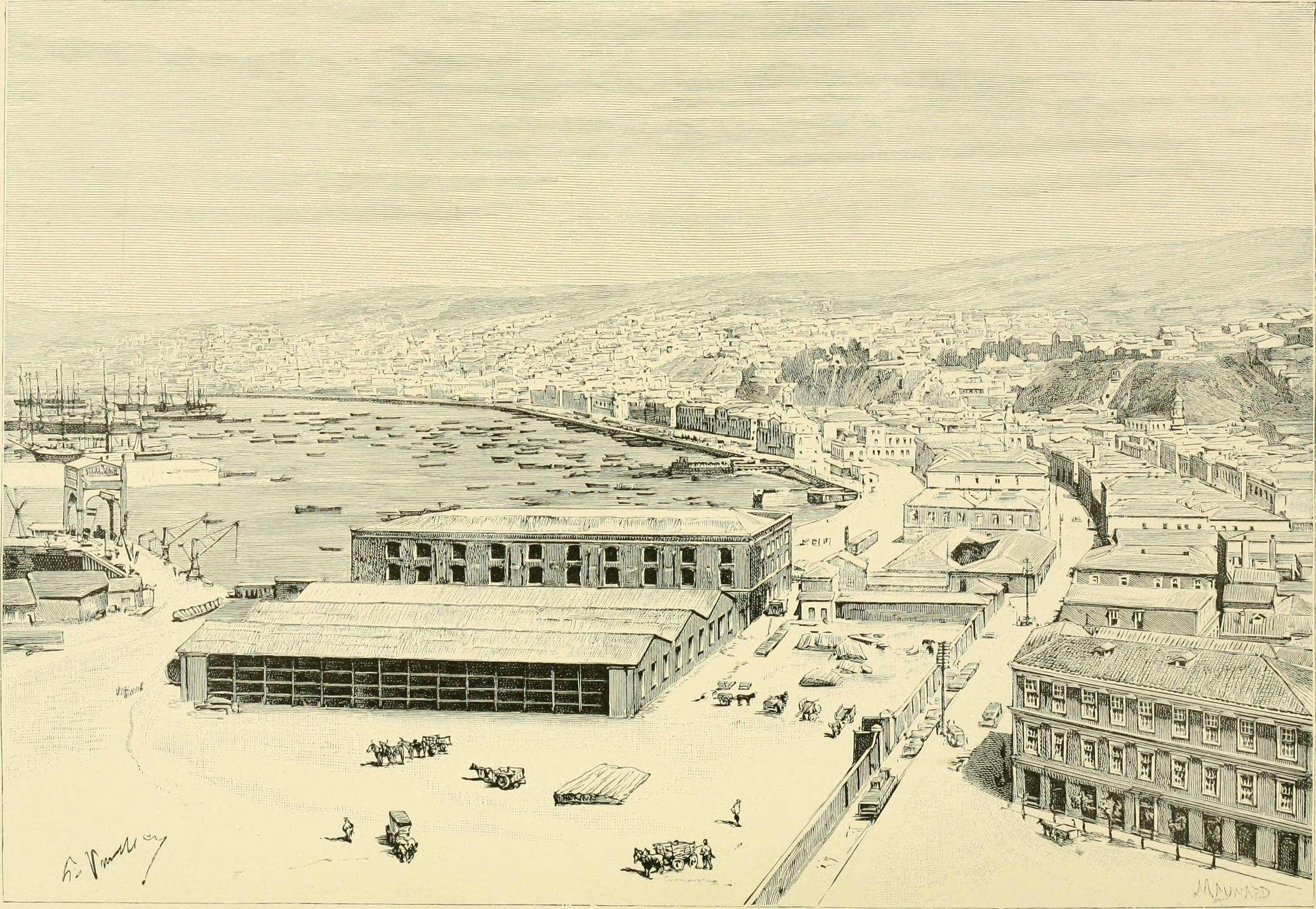
Valparaiso
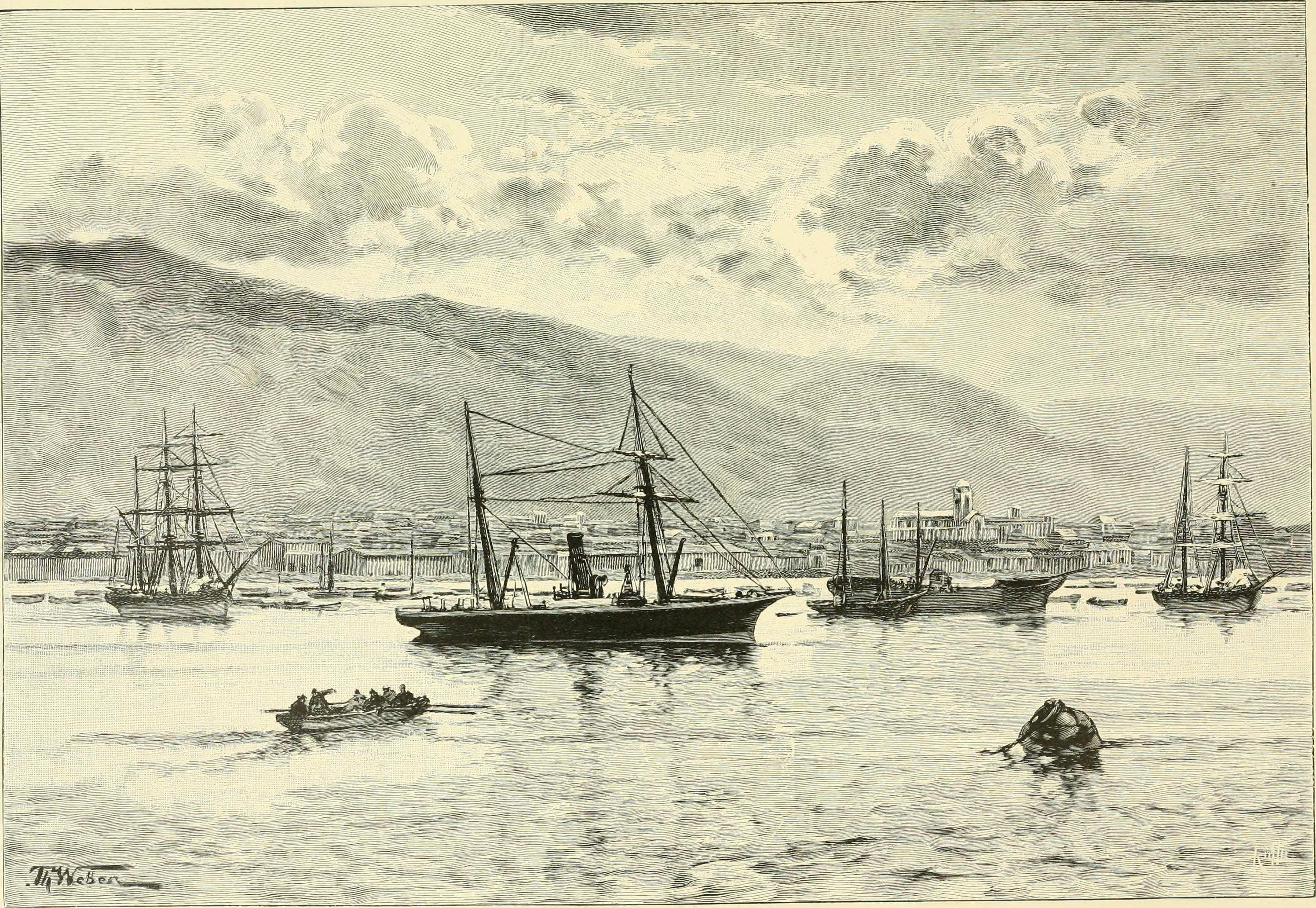
Iquique
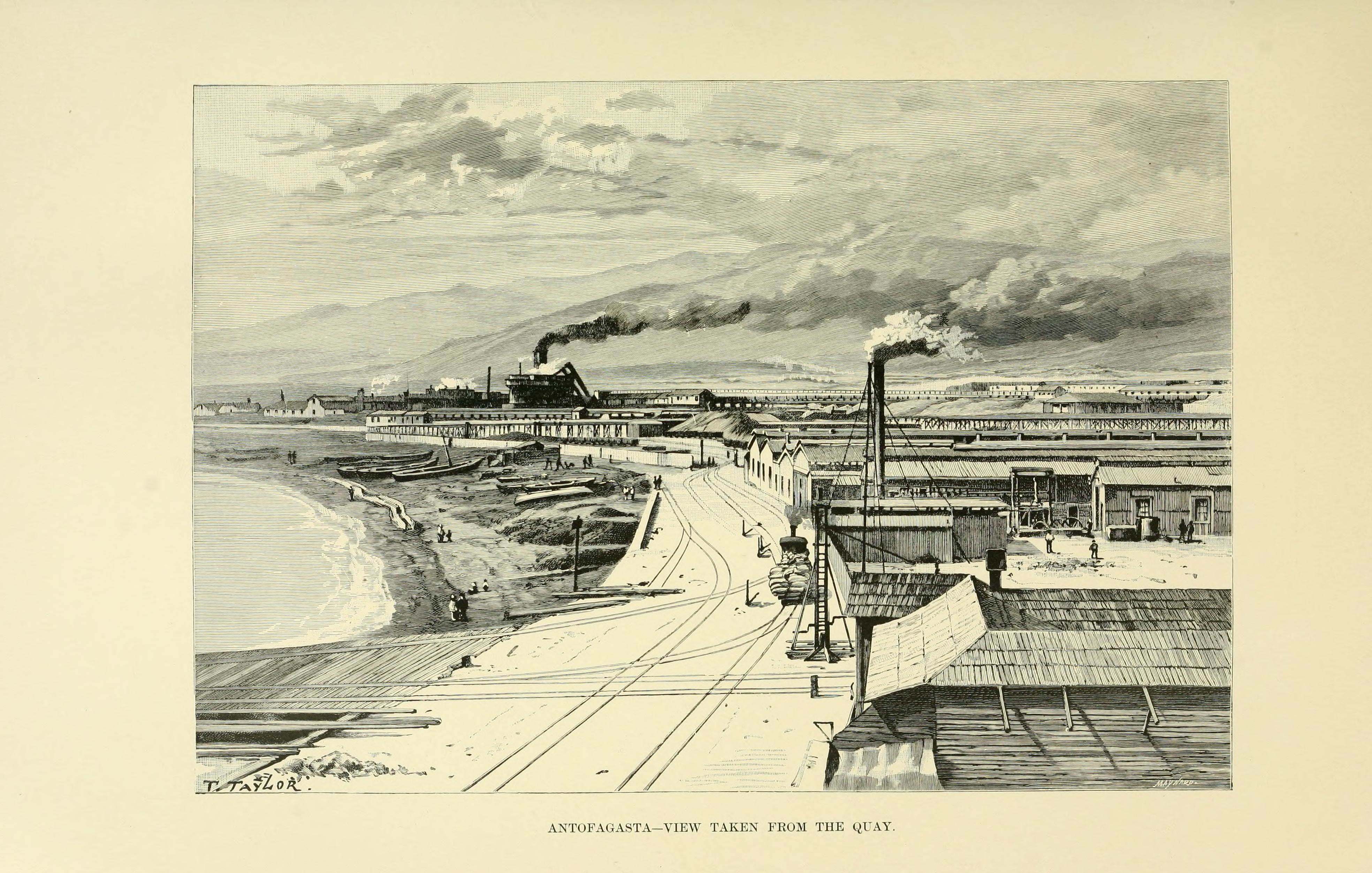
Antofagasta

- Valparaiso[18]
- Iquique[18]
- Antofagasta[18]

### Französische Salpeterfahrer
1847 begann der französische Kaufmann Antoine-Dominique Bordes mit seinem Partner, dem Reeder und Kapitän Ange Casimir Le Quellec (1805-1860), der zwei Holzschiffe besaß, die Handelslinie von den chilenischen Pazifikhäfen nach Europa aufzubauen. Kohle aus England wurde nach Chile geliefert und im Gegenzug wurde Salpeter nach Europa transportiert. Großbritannien war damals die einzige Kohle-exportierende Nation.
1849 wurde die Reederei als Valparaíso-Bordeaux-Linie eingetragen. 1869 besaß das Unternehmen bereits 13 Holzbarken zwischen 600 und 1200 BRT, die 1000 bis 1200 Tonnen Ladung transportieren konnten. Wenig später ließ Bordes in Schottland und auf nordbritischen Werften 14 eiserne Dreimaster (Vollschiffe) bauen, die seine Flotte ergänzten. Zwischen 1877 und 1880 erwarb er 27 weitere Holzbarken wie Eisenschiffe, von denen die meisten chilenische Namen besaßen, um damit seine Verbundenheit mit dem südamerikanischen Land zu betonen. Ihre Heimathäfen waren Dünkirchen, Paris, Bordeaux und Nantes, wo er auch Lagerhallen für die Abwicklung der Handelsgüter errichtete. Dünkirchen wurde um die Jahrhundertwende zu einem der wichtigsten französischen Häfen im Salpeterhandel.

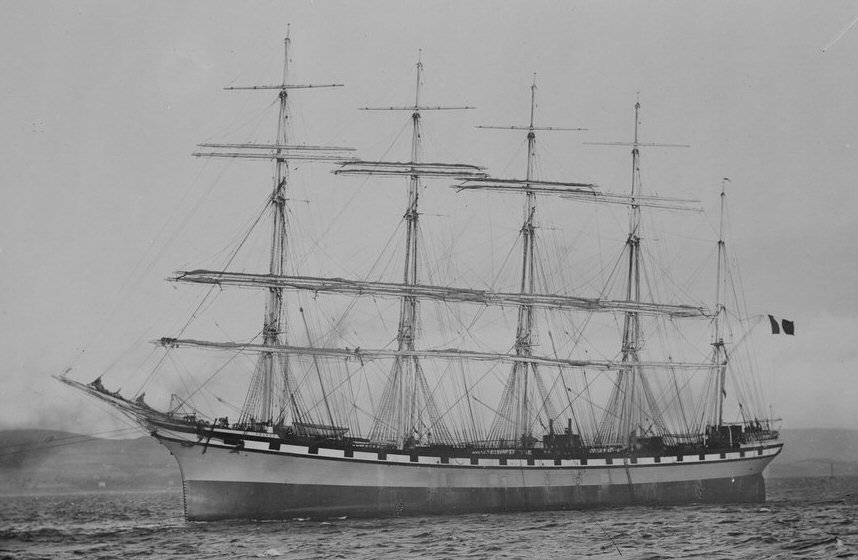
Fünfmast-Bark France I (1890 bis 1901)

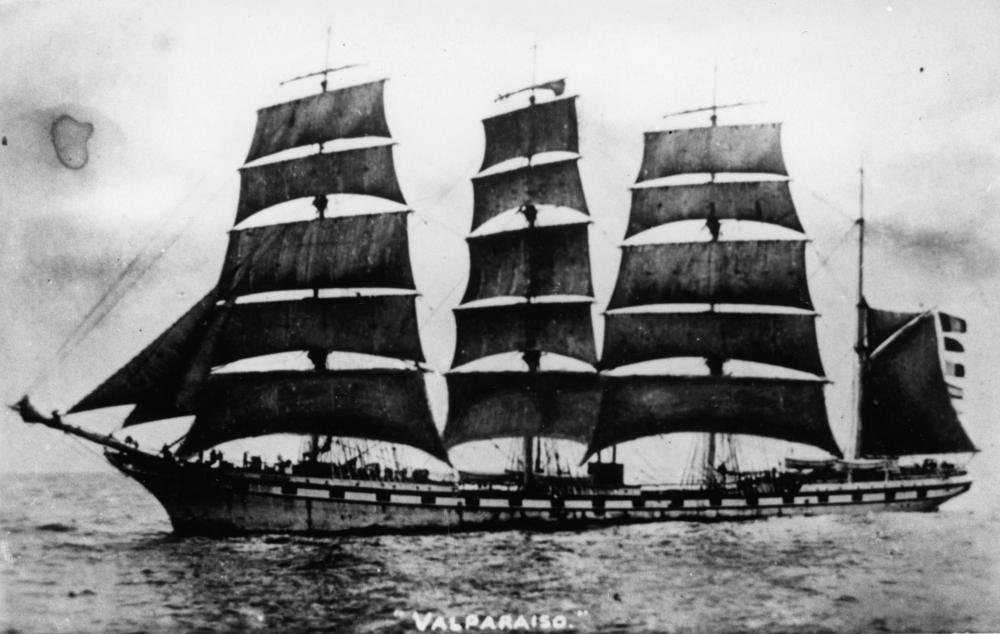
Viermast-Bark Valparaiso (1902 bis 1927)

Zur Förderung der Schifffahrt in Frankreich wurde am 29. Januar 1881 ein Gesetz erlassen, das Bau- und Fahrprämien für die Schifffahrt vorsah. Eisen- und Stahlsegelschiffe wurden mit 60 Francs pro Brutto-Register-Tonne und Dampfer einschließlich der Kesselanlage mit 12 Francs pro 100 kg subventioniert. Die L` Union der Bordes Reederei war danach das erste in Frankreich geförderte Schiff. Bis Ablauf der Förderung im Jahr 1891 bestellte die Reederei 14 weitere Eisen- und Stahlsegler.
Die France mit 112 Meter Länge und 6.000 Tonnen Ladekapazität war das größte Schiff der Flotte und zugleich das größte Segelschiff der Welt. Ihre Jungfernreise trat sie im November 1890 von Barry (Wales) nach Valparaíso mit 5.900 Tonnen Kohle an. Vom Salpeterhafen Iquique kehrte sie mit 5.500 Tonnen Salpeter beladen ihre Rückreise nach Europa an. Auf ihren Chile-Rundreisen machten die Schiffe in der Regel in Rio de Janeiro einen Zwischenstopp, um das Schiff, wenn nötig instand zusetzen, Kranke oder Verletzte der Mannschaft zu versorgen und um einen Teil der aus Europa kommenden Ladung zu löschen.
Zwischen 1895 und 1912 erneuerte das Unternehmen seine Flotte mit 13 Dreimast- und 29 Viermast-Segelschiffen. 1901 gab die Reederei erstmals in ihrer Heimatstadt vier Viermastbarken bei der Dünkirchener Großwerft Ateliers et Chantiers de France in Auftrag. Es waren die letzten Großsegler, die Bordes bauten ließ, die Schwesterschiffe-Paare Adolphe und Alexandre sowie Antonin und Valparaiso. Sie wurden 1902 ausgeliefert und besaßen jeweils eine Tragfähigkeit von ca. 3.900 Tonnen. Die neuen Viermast-Segelschiffe mit einer - gegenüber der großen Fünfmast-Bark - geringeren Ladekapazität erwiesen sich als wirtschaftlicher, da sie kürzere Ladezeiten in den Häfen hatten. Im Dienst der Reederei standen 60 erfahrene Kapitäne, 170 Offiziere und 1400 Seeleute. 
1904 erwarb die Reederei ihren einzigen Dampffrachter, die Magellan mit 7.000 Tonnen Frachtraum. Obwohl der Dampfer für die Rundreise Dunkirchen-Iquique nur 150 Tage benötigte, blieben seine Betriebskosten deutlich höher als die der traditionellen Segelschiffe.
1914 verfügte die Reederei über 46 Schiffe. Während des Ersten Weltkriegs verlor die Reederei durch den Beschuss deutscher U-Boote 22 Schiffe, darunter auch den Dampfer Magellan. 1923 trennte sich das Unternehmen von seinen letzten Viermaster-Schiffen. Mit insgesamt 127 bereederten Schiffen bis ins 20. Jahrhundert hinein war das Bordes Unternehmen die größte Segelschiffreederei der Welt, die etwa die Hälfte der Salpetereinfuhr nach Europa tätigte, ein Produkt, das die europäischen Landwirte insbesondere für den Anbau von Weizen und Rüben nutzten.

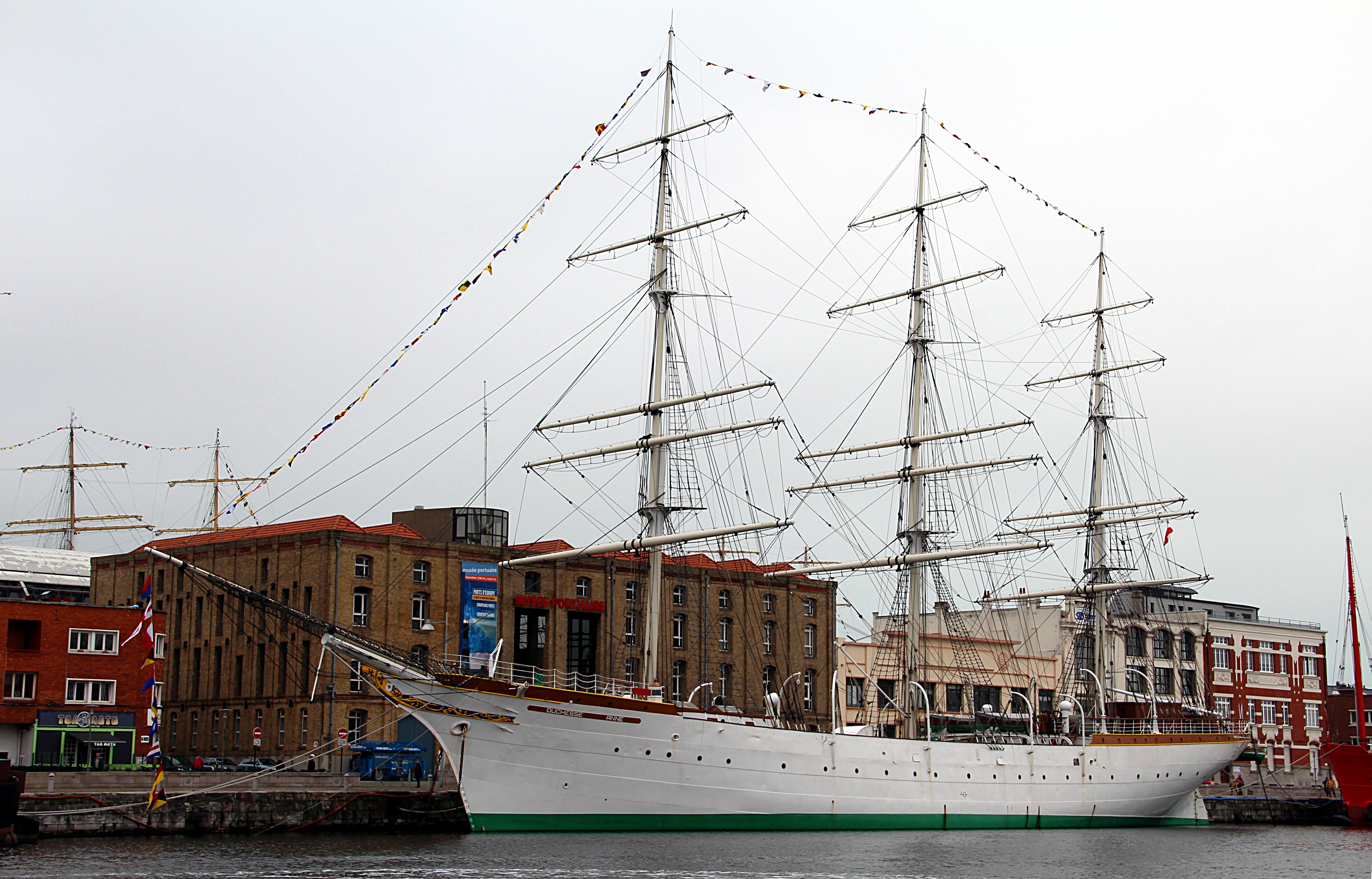
Das Museumsschiff, die Duchesse Anne im Hafen-Museum von Dünkirchen

In einem ehemaligen Lagerhaus aus dem 19. Jahrhundert befindet sich das Hafenmuseum von Dünkirchen, das das tägliche Leben der Seeleute und die Ausbildung der Kadetten und Schüler an Bord der historischen Schiffe zum Thema hat. Teil des Museums ist auch das 92 Meter lange Dreimast-Vollschiff, die Duchesse Anne, die 1946 von Deutschland als Reparationsleistung an Frankreich ausgeliefert wurde.
Die Duchesse Anne, seit 1981 Museumsschiff in Dünkirchen, wurde 1901 als Großherzogin Elisabeth von der Werft Joh. C. Tecklenborg in Geestemünde gebaut, die als erstes von drei Segelschulschiffen des Deutschen Schulschiff-Vereins für die seemännische Grundausbildung in Dienst gestellt wurde. Es konnte 130 bis 200 Kadetten und Schüler zur Ausbildung aufnehmen, die von 15 bis 20 Offizieren, Meistern und Matrosen betreut wurden. Die anderen beiden deutschen Schulschiffe waren die Prinzess Eitel Friedrich (Baujahr 1910, seit 1982 als Dar Pomorza Museumsschiff in Danzig) und die Großherzog Friedrich August (Baujahr 1914, heute Statsraad Lehmkuhl als Segelschulschiff der norwegischen Marine in Bergen).

### Einstieg der Reederei F. Laeisz in die Salpeterfahrt
1886, zwei Jahre nach Beendigung des Salpeterkrieges zwischen Chile, Peru und Bolivien, wurde für die Reederei F. Laeisz die Salpeterfahrt zum Hauptgeschäft. Die lange Erfahrung in der Frachtsegelschifffahrt nutzte das Unternehmen, um mit seinen Segelschiffen in das Salpetergeschäft einzusteigen. Auf dem langen Seeweg von Europa, um Südamerika / Kap Horn herum, zu den Salpeterhäfen von Chile waren die schnellen Rahsegler der Reederei gegenüber den Dampfschiffen hinsichtlich Geschwindigkeit und Lastaufnahme deutlich im Vorteil und damit kostengünstiger. Gegenüber einem Dampfschiff ging den schnellen Frachtseglern kein Lagerraum für die Antriebsmaschine und die Kohlefeuerung verloren. Weiterhin war die Anzahl der Besatzungsmitglieder gegenüber einem Dampfschiff mit Ingenieuren, Maschinisten, Heizern und Kohlentrimmern deutlich kleiner. Auf den Ostrouten nach Asien, nach der Eröffnung des Suezkanals, waren die Segler gegenüber den Dampfschiffen dagegen nicht konkurrenzfähig. Auf dem langen Weg durch den Kanal hätten sie geschleppt werden müssen und die geringe Breite des Roten Meeres erschwerte das Kreuzen, weshalb es für Segler schwierig zu befahren war.
Die Laeisz-Schiffe waren in der Geschwindigkeit auch normalen Frachtseglern deutlich überlegen. Für den Seeweg vom Ausgang Ärmelkanal bis nach Chile benötigten normale Frachtsegler etwa 120 Tage. Das 1873 gebaute Laeisz-Schiff Patagonia benötigte für diese Strecke dagegen nur 81 Tage. Fünf Jahre später legte die Parnass, das letzte hölzerne Laeisz-Schiff, die Strecke in 70 Tagen zurück.
Die nachfolgende Generation der Laeisz-Schiffe war zuerst aus Eisen und später aus Stahl gefertigt. Diese erlaubten noch höhere Reisegeschwindigkeiten, das Eisenschiff Plus absolvierte die Strecke in 61 Tagen. Gegenüber den Eisenschiffen zeichneten sich die Stahlschiffe durch eine deutlich höhere Bruchfestigkeit des Schiffsrumpfes aus, wodurch sie bei Kollisionen oder Strandungen besser geschützt waren. Die aus Stahl hergestellten Schiffsplatten waren aufgrund ihrer höheren Festigkeit gegenüber der Eisenplatten um 20 % dünner, womit die Schiffe um etwa 15 % leichter waren. Die dadurch gewonnene Nutzlast kompensierte z. T. die höheren Erstellungskosten.
Auch höhere Sicherheitsstandards der Laeisz-Schiffe unterschied sie gegenüber anderen, insbesondere in der Auswahl fähiger und erfahrener Seeleute sowie in der hohen Qualität des laufenden und stehenden Gutes der Schiffe. Die ab 1888 gebauten Flying P-Liner der Laeisz Reederei wurden vom Lloyd’s Register in die höchste Bewertung (☩100 A1) eingestuft, beginnend mit der stählernen Bark Pamelia (Baujahr 1888). Das Kreuz ☩ kennzeichnet, dass das Schiff unter besonderer Aufsicht erbaut worden war. Die Bewertung A wurde für die Schiffsrümpfe der Eisen- und Stahl-Schiffe vergeben, die Bewertung 1 stand für die Schiffsausstattung (Masten, Takelage und andere Ausrüstungen). Diese Schiffsbewertungen wurden erstmals in der Ausgabe 1775–76 des Registers veröffentlicht. Die Schiffsvermesser (normalerweise Schiffsmeister oder Schiffsbauer) nahmen die Bewertungen vor, wenn die Schiffe britische Häfen anliefen.
Für die extremen Wetterbedingungen bei der Umrundung von Kap Hoorn war die hohe Qualität der Laeisz-Schiffe von großer Bedeutung, die auch in der Unfallstatistik der Segelschiffe zum Ausdruck kommt. Nach der Klassifikationsgesellschaft Bureau Veritas gingen im Jahr 1908 3 % aller Segelschiffe verloren, bei den Laeisz-Schiffen waren es nur 0,9 %.
Mit dem Bau der ersten Viermastbark im Jahr 1892, der Placilla, setzte die Reederei neue Maßstäbe für den neuen Schiffstyp, der die bisherige Serie der Dreimastschiffe des Unternehmens ablöste. Gegenüber den Dreimastschiffen mit ihren Decksaufbauten auf der Back (Vorschiff) und Poop (Hinterschiff) erhielten die Vier- und Fünfmastschiffe zusätzlich das Brückendeck in der Mitte des Schiffes, auf dem sich das Ruder und das Kartenhaus und damit die Kommandobrücke befand. Im Brückenhaus der Preußen befanden sich die Wohnräume der gesamten Besatzung sowie der Salon für den Kapitän, die Offiziersmesse, das Lazarett, 2 Bäder, die Küche, ein Proviant- und Anrichteraum, die Segelkammer und der Trockenraum für das nasse Zeug der Mannschaft. Die Wasch- und Baderäume, die Klosetts für die Mannschaft sowie Räume für die Bootsmannsgeräte waren unter der Back angeordnet.
Diese als Drei-Insel-Schiff bezeichnete Schiffskonstruktion hatte mehrere Vorteile. Das über die ganze Breite des Schiffes reichende Brückendeck verlieh dem Schiff eine größere Festigkeit. Bei hohem Seegang waren der Rudergänger und die wachhabenden Offiziere auf dem Hochdeck besser geschützt, und sie hatten auch eine bessere Sicht gegenüber der bisherigen Position vom Hinterschiff aus. Ein besonderer Vorteil, der auch bei den Seemanövern bestand, da die Viermastschiffe zu groß geworden waren, um überschrien zu werden.
Die Bark-Takelung unterschied sich von den Vollschiffen darin, dass am Besanmast keine Rahsegel geführt wurden. Das verringerte nur unwesentlich die Schiffsgeschwindigkeit, dagegen sparte man 10 % der Besatzung ein.
Die Beladung der vor den Salpeterhäfen auf Reede liegenden Segler dauerte zirka zwei bis drei Monate. Kleine Transportboote brachten dazu die etwa 60 Kilogramm schweren Salpetersäcke zu den auf Reede liegenden Schiffen. Die Hamburger Reederei F. Laeisz verbesserte die Abläufe und unter hohem Zeitdruck waren ihre Schiffe schon in einer Woche beladen. Dazu wurden unter anderem die Segel schon gesetzt, während die Beladung noch lief, wozu die Transportboote ein Stück mitgeschleppt wurden. Die Kapitäne J. Hinrich Nissen auf der Viermastbark Peking und Robert Hilgendorf auf der Fünfmast-Bark Potosi wurden wegen ihrer Rekordfahrten mit ihren Flying P-Linern der Reederei F. Laeisz „Düvel von Hamburg“ genannt.

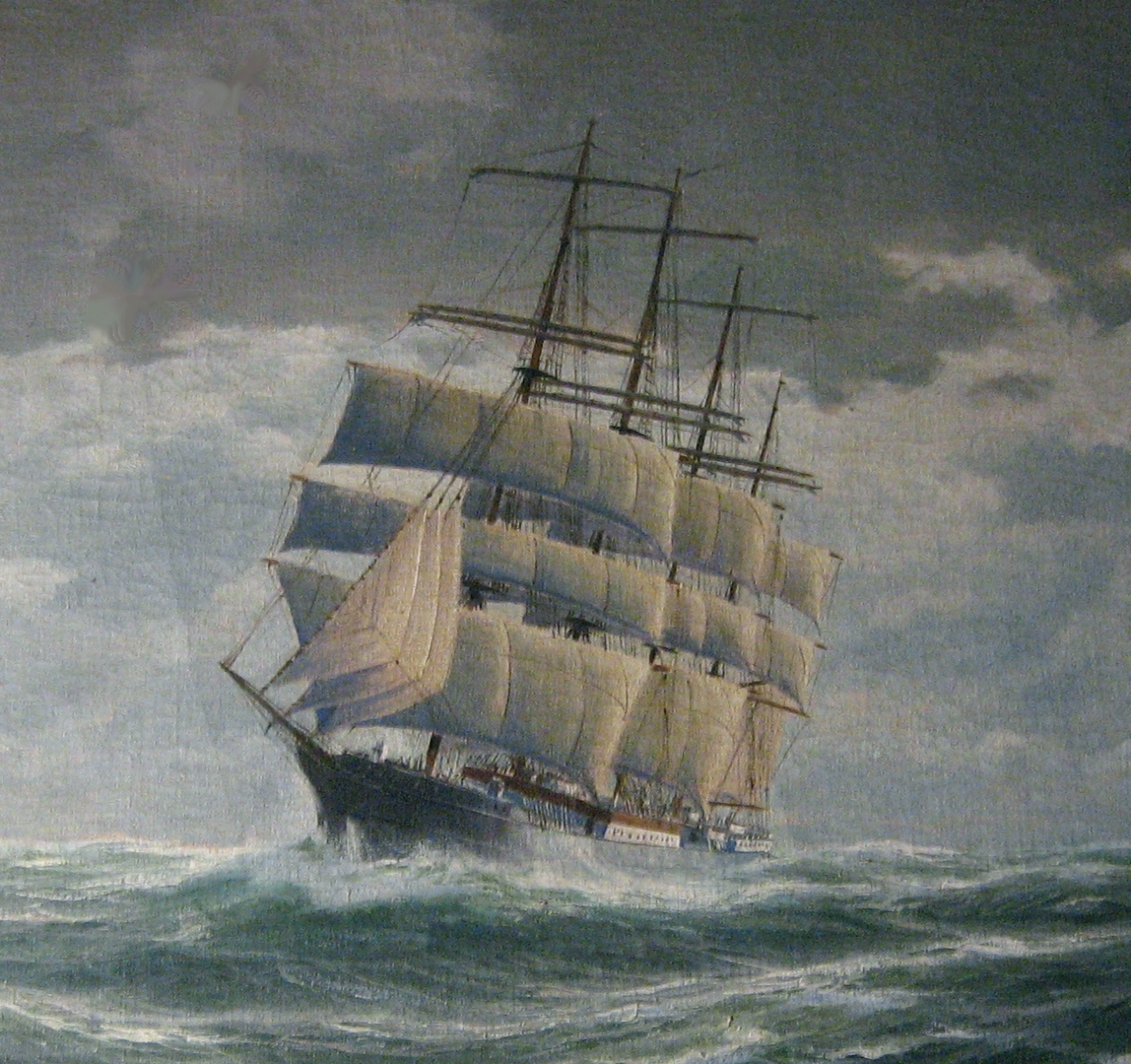
Die Peking auf einem Gemälde

Die erste Reise der Peking führte am 22. Juni 1911 von Hamburg mit verschiedenen deutschen Fertigprodukten beladen zu der chilenischen Hafenstadt Valparaiso und dauerte 2 Monate und 22 Tage. In der weiter nördlich liegenden Hafenstadt Taltal wurde das in der Atacamawüste abgebaute Salpeter aufgenommen, um es in 3 Monaten und 20 Tagen nach Hamburg zu bringen, die Reise endete am 28. Januar 1912. In den nächsten zwei Jahren absolvierte die Peking fünfmal die Hamburg-Südamerika-Reise. Sie konnte maximal 5.300 Tonnen Salpeter aufnehmen, die einen damaligen Marktwert von 1,16 Millionen Mark hatten. Die Baukosten der Peking betrugen 680.000 Mark. Nach etwa drei Salpeterfahrten hatte sich der Bau eines Seglers amortisiert.
Die Peking zählte zu einer Serie von Viermastbarken, die die Reederei F. Laeisz für die Salpeterfahrten nach Südamerika gebaut hatte. Wegen ihrer Ähnlichkeiten wurden sie „die acht Schwestern“ genannt: Pangani (1903), Petschili (1903), Pamir (1905), Passat (1911), Peking (1911), Pola (1918), Priwall (1920) und Padua (1926). Echte Schwesterschiffe, die nach gleichen Bauplänen erstellt wurden, waren jedoch nur die Passat und Peking sowie die Pola und Priwall. Wie alle Laeisz-Segler hatten sie keinen Hilfsantrieb. Bei Ankunft in Cuxhaven wurden sie aus Sicherheitsgründen elbaufwärts in den Hamburger Hafen eingeschleppt.
Die in vielen Handel-Segelschiffen eingebauten Dampfmaschinen zum Schiffantrieb, um sie bei allen Windverhältnissen wirtschaftlicher zu machen und auch mit den Dampfschiffen konkurrieren zu können, hatte sich nicht bewährt. Das Schleppen des Propellers durch das Wasser beeinträchtigte die Segelqualität der Schiffe erheblich. Die Antriebsmaschinen wurden daher in vielen Fällen wieder ausgebaut.
Das Fünfmastvollschiff Preußen mit ihrer enormen Größe sollte für die Salpeterfahrt zum Standardschiff der Reederei werden, der wirtschaftliche Erfolg dieses Schifftyps stellte sich jedoch nicht ein. Um für die Hinreise 8.000 Tonnen Fracht aufnehmen zu können, waren lange Hafenzeiten erforderlich. Daher führte die Preußen von ihren 12 Reisen nach Chile nur zweimal Ladung auf den Hinreisen mit. Die nachfolgenden Schiffe der Reederei waren alle Viermastbarken, die wirtschaftlicher zu betreiben waren.

#### Ende der Salpeterfahrt
Mit Beginn des 1. Weltkriegs waren die Salpeterfahrten aus Chile unterbrochen und dauerten für die deutschen Schiffe über das Ende des Krieges hinaus bis 1920. Über den Ausbruch des Krieges erfuhren die Schiffe erst nach ihrer langen Reise, als sie in Chile ankamen.
Von den rund 130 großen deutschen Rahseglern befanden sich 57 Schiffe in den chilenischen Häfen, die interniert und für die Dauer des Krieges festgesetzt wurden. Hierzu zählten auch 9 Laeisz-Schiffe. Nach dem Versailler Vertrag musste Deutschland alle Schiffe – größer als 1.600 BRT – an die Alliierten abliefern, damit auch alle Laeisz-Schiffe.
Verteilung der Schiffe in den chilenischen Häfen (Aufzählung der Schiffe ist nicht vollzählig):

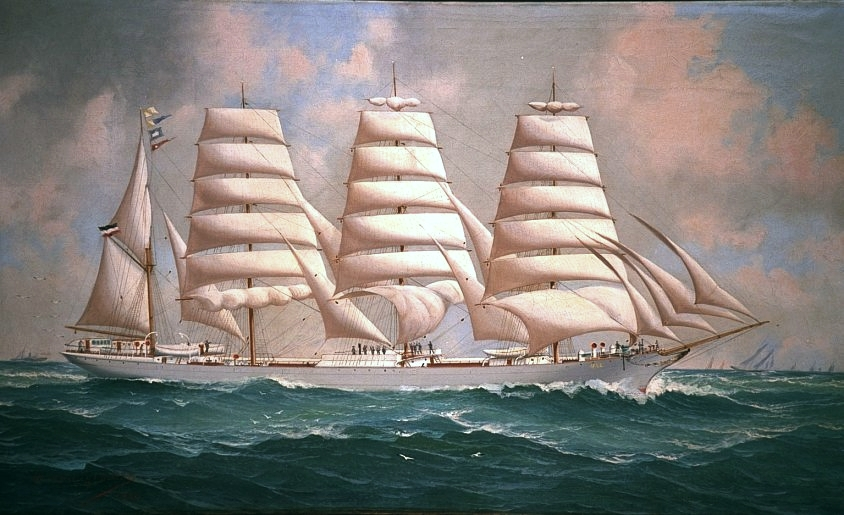
Viermastbark Nal

- Valparaíso (15 deutsche Segler): Fünfmastbark Potosi, Kapitän Robert Miethe; Vollschiff Pinnas, Kapitän Heinrich Oellrich; Lloyd-Schulschiff Viermastbark Herzogin Cecilie, Kapitän Richarz (von Chile übernommen)[32]; Viermastbark Petschili, Kapitän Volkert Meyer[33]; Peking, Kapitän Heinrich Oellrich[34].
- Antofagasta (7 deutsche Segler) und im südlichen Caleta Coloso (4 Schiffe): Viermastbark Ophelia, Kapitän Timm; Vollschife Carl und Tarpenbek (beide Kapitäne ertranken bei einem Bootsunfall); Vollschiff Peiho (dessen Kapitän verunglückte beim Fischen mit Dynamit); Vollschiff Alexander Isenberg[35], Kapitän Usinger (Bei der Rückführung war von der alten Decksmannschaft kein einziger nachgeblieben. Das Schiff konnte nur bis zu 90 % seiner Tragfähigkeit beladen werden, weil viele Nieten gerissen waren, sie wurden mit Zement abgedichtet.); stählerne Viermastbark Nal.
- Mejillones: Viermastbark Leni, Kapitän Barenborg (der achte Segelschiffskapitän, der seit Kriegsbeginn in Chile verstarb); Viermastbark Onda.
- Iquique (8 Viermastbarken): Passat, Kapitän O. Pieper, Parma, Lisbeth, Kapitän Christian Jessen[36], Herbert, Kapitän Johann Mohrschladt,[37] Edmund, Kapitän Walter Loff und Olympia.
- Ohne Angabe des chilenischen Hafens: Vollschiff Pelikan, Vollschiff Rigel, Viermastbark Seefahrer[38][39], Viermastbark Oceana, Vollschiff Marie, kleine Bark Helios.

Zur Übergabe mussten die Schiffe erst die Rückreise nach Europa antreten. Hierfür gelang der Reederei F. Laeisz mit den Alliierten ein Abkommen zu schließen, das der Reederei die Möglichkeit gab, die Rückführung ihrer Segelschiffe selbst zu organisieren und die Schiffe für die Rückreise mit Salpeter zu beladen und den dabei erzielten Gewinn zu behalten. Für eine Rückführung der deutschen Segler schlossen sich 1919 die Reeder in Hamburg und Bremen zu dem Deutschen Segelschiffkontor zusammen.
Auf den deutschen Schiffen in den chilenischen Häfen war nur noch etwa ein Drittel der benötigten Mannschaften vorhanden, rund tausend Segelschiffsleute hatten bis 1919 ihre Schiffe verlassen. Für eine Rückführung der Segler mussten daher in Deutschland die zusätzlich erforderlichen Mannschaften zusammengestellt und nach Chile transportiert werden. Hierfür wurden die neuerbaute Viermastbark Priwall und das Motorschiff Lucie Woermann bereitgestellt.
Die Priwall unter Leitung Kapitän Jürgen Jürs trat am 24. Juli 1920 mit 200 Mann die Reise nach Chile an. Kaum ein Drittel dieser Leute hatte Segelschiffserfahrung. Während der Reise kam es wiederholt zu Aufständen, die dazu führten, dass in Montevideo 78 Mann das Schiff verließen. Etwa eine Woche später trat die Lucie Woermann mit Kapitän Pohlig die schwierige Reise mit 700 Mann nach Chile an. In den chilenischen Häfen angekommen, wurden die Mannschaften auf die Segler verteilt. Alle für die Rückführung vorgesehenen 47 Segler erreichten ihre Bestimmungshäfen in Europa.
Mit den zurückgeführten Schiffen, davon 7 Laeisz-Schiffe, wurden 155.000 Tonnen Salpeter transportiert, die einen Wert von damals etwa 15 Millionen Mark hatten und den beteiligten Reedereien zufiel. Da die Alliierten über keine geschulten Mannschaften verfügten, war deren Interesse an den zugeführten Seglern gering. Für wenig Geld konnte Laeisz einen Teil ihrer ehemaligen Schiffe zurückkaufen.
Als Deutschland während des 1. Weltkriegs durch die alliierte Seeblockade von natürlichen Stickstoffquellen (Chilesalpeter) abgeschnitten war, gelang es mit der Erfindung des chemischen Verfahrens zur Synthese von Ammoniak, dem Haber-Bosch-Verfahren, die Munitions- und Düngemittelproduktion aufrechtzuerhalten. Erst die Weiterentwicklung und industrielle Reife der beiden Großsynthesen Haber-Bosch-Verfahren und Ostwaldverfahren machten Europa zunehmend vom Chilesalpeter unabhängig.
Die Salpeterfahrt war bis in die 1920er und 1930er Jahre neben den Weizenfahrten nach Australien der letzte Einsatzbereich, in dem die Großsegler gewinnbringender als Dampfschiffe betrieben werden konnten. Der Salpeter war als billiges Massengut verfügbar und in der Anlieferung nicht zeitkritisch; denn obgleich viele Großsegler auf langen Strecken noch schneller als die damaligen Dampfschiffe sein konnten, war ihre Geschwindigkeit von den Wetterbedingungen abhängig und damit nicht vorausplanbar. Wegen der unsicheren Reisezeiten der Frachtsegler wurde daher bereits gegen Ende des 19. Jahrhunderts ein Großteil des übrigen weltweiten Handels von Dampfschiffen abgewickelt.
1929 führte die Weltwirtschaftskrise binnen weniger Monate fast zur Einstellung des Handels und brachte auch den Abbau von Salpeter weitgehend zum Erliegen.